# جيش الأبابيل
جيش الأبابيل فصيل من فصائل المعارضة المسلحة الإسلاميّة مشارك في الحرب على سوريا. تم إنشاءه بتاريخ 2 تشرين ثاني 2014  بعد تجمع عدد من فصائل الجيش السوري الحر بتشكيل جديد وكان ذلك بإطار استبدال الجيش الحر بفصائل إسلاميّة وهو ما تزامن مع انخفاض تأثير قطر وتعاظم تأثير السعودية على الجماعات المعارضة المسلحة في سوريا. كان اسمه في البداية جيش أبابيل حوران. يتزعمه شكري الحجّي والمعروف بأبو توفيق الشامي أو السوري.
بتاريخ 16 آب 2017 أعلن «جيش الأبابيل» والفرقة الأولى «جبهة ثوار سوريا» عن تشكيل «تحالف الجنوب»، وذلك في إطار إعادة ترتيب صفوف الجبهة الجنوبية بحسب بيان صادر عن «تحالف الجنوب» وحمل الرقم "1".
بتاريخ 12 تشرين أول\أكتوبر 2017، وقعت كتائب أكناف بيت المقدس وجيش الإسلام وجيش الأبابيل إعلاناً لوقف إطلاق النار جنوب العاصمة السورية دمشق برعاية مصرية وروسية وتم التوقيع في مقر المخابرات العامة المصرية. ويأتي هذا تمهيداًَ لإنهاء الأزمة السوريّة بإشراك فصائل إسلاميّة في الحل النهائي.